# Ocean of Tears (песня)
Ocean of Tears — песня американской певицы-песенницы и продюсера Кэролайн Полачек из её третьего студийного альбома Pang. Она была выпущена в качестве второго сингла с альбома 24 июля 2019 года, в тот же день, что и "Parachute".

## Музыкальное видео
Клип на песню был описан как "витиеватый, романтичный, пышный и восхитительно сюрреалистичный" и сравнён с синглом Энии Orinoco Flow. Музыкальное видео на пиратскую тематику появилось в результате поездки в Диснейленд вместе с сорежиссёром Мэттом Копсоном. Морская тематика послужила источником вдохновения для других произведений искусства для проекта, включая обложку для альбома Pang.